# Body Count (альбом)
Body Count (с англ. — «Число убитых») — одноименный дебютный студийный альбом американской кроссовер-трэш-группы Body Count, выпущенный 10 марта 1992 года на лейбле Sire Records. Материал альбома сосредоточен на различных социальных и политических проблемах, от жестокости полиции до злоупотребления наркотиками. Альбом также является поворотным моментом в карьере Ice-T, который написал песни для альбома в соавторстве с ведущим гитаристом Эрни Си и выступил в качестве вокалиста. Ранее известный только как рэпер, работа Ice-T с группой помогла создать кроссоверную аудиторию с поклонниками рок-музыки. С альбома был выпущен сингл «There Goes the Neighborhood».
Body Count известен тем, что в него вошла скандальная песня «Cop Killer» (с англ. — «Убийца копов»), которая вызвала много критики со стороны различных политических фигур, несмотря на то, что многие защищали песню, исходя из права группы на свободу слова. Ice-T в конце концов решил убрать песню из альбома, хотя группа продолжает исполнять её вживую. Body Count был признан 31-м лучшим альбомом года в опросе критиков Pazz & Jop газеты The Village Voice, и, как полагают, помог проложить путь к массовому успеху жанра рэп-метала.

## Предыстория
Ice-T сформировал Body Count из чистого любопытства. В состав группы входили музыканты, которых Ice-T знал по своей школе Crenshaw High School. Ice-T говорил: «Я знал, что мы не хотим создавать R&B группу. […] Откуда я возьму гнев и злость, чтобы критиковать что-то в таком жанре? […] Мы знали, что Body Count должна быть рок-группой. Одно только название сводит на нет всю ритм-энд-блюзовость группы».
Ice-T написал музыку и тексты в соавторстве с ведущим гитаристом Эрни Си и взял на себя обязанности ведущего вокалиста. По словам Ice-T: «Я знал, что не умею петь, но потом подумал: „Кто действительно умеет петь в рок-н-ролле?“». Помимо Ice-T и Эрни Си, первоначальный состав состоял из Музмэна (Mooseman) на бас-гитаре, Beatmaster V на ударных и Ди-Рока (D-Roc) на ритм-гитаре. Согласно Ice-T: «Мы назвали группу Body Count, потому что каждое воскресенье вечером в Лос-Анджелесе я смотрел новости, и дикторы подсчитывали количество молодых людей, убитых в результате перестрелок банд на этой неделе, а затем просто переходили к новостям спорта». „И это всё, чем я являюсь“ — подумал я, — „одним из числа убитых?“».
Ice-T представил группу на музыкальном фестивале Lollapalooza в 1991 году, посвятив половину своего сета хип-хоп-песням, а другую половину песням Body Count, что повысило его привлекательность как среди поклонников альтернативного рока, так и среди подростков из среднего класса. Многие считали выступление Body Count главным событием тура. Группа впервые была представлена на сольном альбоме Ice-T 1991 года O.G. Original Gangster. Песне «Body Count» предшествовало постановочное интервью, в котором исполнитель назвал группу «черной хардкор-группой», заявив, что «для меня музыка есть музыка. Я не смотрю на неё как на рок, R&B или всё такое. Я просто рассматриваю её как музыку […] Я занимаюсь тем, что мне нравится, и так случилось, что мне нравится рок-н-ролл, и мне жаль всех, кто слушает только одну форму музыки».
Сеансы записи одноименного дебюта группы проходили с сентября по декабрь 1991 года. Альбом был выпущен 31 марта 1992 года на компакт-диске, виниле и аудиокассете. Ice-T заявляет, что Body Count намеренно отличался от его сольных хип-хоп-альбомов тем, что «Альбом Ice T обладает разумом, а иногда и невежеством. Иногда в нём есть гнев, иногда в нём есть вопросы. Но Body Count должен был отражать чистый гнев. Предполагалось, что это будет голос его разъярённого брата, без каких-либо ответов. [...] Если вы возьмёте ребёнка, посадите его в тюрьму с микрофоном и спросите, как он себя чувствует, вы получите Body Count: „Нахуй это. Нахуй школу. Нахуй полицию“. Вы не получите ни интеллигентности, ни сострадания. Вы получите ничем не прикрытый гнев». Песня «There Goes The Neighborhood» была выпущена в качестве сингла, а «Body Count's in the House» использовалась в фильме Универсальный солдат.

## Музыка и тексты
Эрни Си и Ice-T задумывали альбом с мрачным зловещим звучанием и сатанинскими темами в стиле Black Sabbath. Однако Ice-T чувствовал, что основывать свои тексты на реальной жизни будет страшнее, чем на вымышленных темах; рисунок в буклете к альбому изображает человека с пистолетом, направленным в лицо читателю. Ice-T заявляет: «Для нас именно это являлось дьяволом […] что может быть страшнее […] какого-то гангстера с направленным на вас пистолетом?». Ice-T назвал полученную смесь хэви-метала и основанные на реальности тексты «рок-альбомом с рэп-менталитетом». Джон Парелес из The New York Times написал, что в Body Count Ice-T «признал родство между его гангстерским рэпом и пост-панковым, хардкорным роком, оба из которых нарушают табу, чтобы возбуждать фанатов. Но там, где основная аудитория рэпа, предположительно, находится в центральной части города, хардкор привлекает в основном жителей пригородов, ищущих более острых ощущений, чем они могут получить от Nintendo или местного торгового центра».
Несмотря на попытки Ice-T отделить Body Count от его работ в жанре хип-хоп, пресса сосредоточилась на рэп-имидже группы. Ice-T посчитал, что политики намеренно причисляли песню «Cop Killer» к рэпу, чтобы вызвать негативную реакцию. «Нет абсолютно никакого способа послушать песню «Cop Killer» и назвать её рэп-записью. Настолько это далеко от рэпа. Но с политической точки зрения они знают, что сказав слово рэп, они могут привлечь множество людей, которые не любят этот жанр и думают „Рэп-чёрный-рэп-чёрный-гетто“. Вы говорите слово рок, люди говорят: „О, но мне нравится Jefferson Airplane, мне нравится Fleetwood Mac — это рок“. Они не хотят использовать слово рок-н-ролл для описания этой песни». Body Count с тех пор считается пионером жанра рэп-метала, популяризированного такими группами, как Rage Against the Machine и Limp Bizkit. Эрни Си заявил, что «Многие рэперы хотят быть в рок-группе, но это нужно делать искренне. Нельзя просто взять кого-нибудь на гитару и думать, что это сработает. […] Ice и я, с другой стороны, очень любим музыку, которую мы делали, и это было заметно сразу».

## Тематика альбома
Как и гангста-рэп альбомы Ice-T, материал Body Count был посвящён различным социальным и политическим вопросам, а песни освещали множество тем, от жестокости полиции до злоупотребления наркотиками. По словам Эрни Си, «Мы были просто группой, которая играла песни, которые мы знали, как писать. Все пишут о том, чему они научились в детстве, и мы не были исключением. Как Beach Boys поют о пляже, так и мы поём о том, как мы росли». Ice-T утверждает, что «Body Count был сердитой записью. Это должно было быть записью протеста. Я вложил в неё свой гнев, при этом сдобрил её чёрным юмором». В устном вступлении к открывающей песне «Smoked Pork» (с англ. — «Копчёная свинина», название отсылает к уничижительному обозначению полицейских в английском языке — «Pig» (с англ. — «Свинья»), аналогом которого в русском языке является термин «Мусор») Ice-T играет роль гангстера, притворяющегося застрявшим автомобилистом, и одновременно роль полицейского, который отказывается помочь. Трек начинается с того, что Музмэн и Ice-T подъезжают на своём автомобиле к полицейской машине, а затем Ice-T просит у Музмэна пистолет, и говорит ему оставаться в машине, к большому огорчению Музмэна, поскольку он хотел убить полицейского в этот раз. Затем Ice-T подходит к полицейскому, изображая из себя застрявшего автомобилиста, и просит о помощи, но полицейский отказывается, говоря: «Нет, это не моя работа! Моя работа — не помогать твоей блядской заднице! Моя работа — есть эти пончики». Когда офицер узнает Ice-T, раздаются выстрелы. Последний голос на треке принадлежит Ice-T, подтверждающем свою личность.
В тексте песни «KKK Bitch» (с англ. — «Ку-клукс-клановая сучка») Ice-T описывает сексуальный контакт с женщиной, которая, как он вскоре узнаёт, является дочерью Великого Магистра Ку-клукс-клана. В лирике описывается сценарий, в котором члены Body Count «разносят» собрание клана, и «слетают с катушек вместе белыми уродами». Ice-T делает юмористическую отсылку к Parents Music Resource Center: «[влюбляется] в двух 12-летних племянниц Типпер Гор [соосновательница PMRC]» и размышляет о возможности того, что Великий Магистр придёт за ним, «когда его внука назовут маленьким Ice-T». В книге The Ice Opinion: Who Gives a Fuck? (с англ. — «Мнение Ice: Кому не похуй?») Ice-T написал, что «"KKK Bitch" была иронией, потому что наши чувства были правдивыми. Мы выступали в районах Ку-клукс-клана на юге США, и девушки всегда приходили к нам за кулисы и рассказывали как их братья и отцы не любили чёрных парней. […] Мы знали, что "KKK Bitch" определённо разозлит Ку-клукс-клан. В песне есть юмор, но он пытается их поиметь. Это укол в стиле панка».
Песня «Voodoo» (с англ. — «Вуду») описывает вымышленную встречу между Ice-T и пожилой женщиной с куклой вуду. «The Winner Loses» (с англ. — «Победитель проигрывает») описывает падение человека, потребляющего крэк-кокаин. «There Goes the Neighborhood» (с англ. — «Понаехали») — саркастический ответ критикам Body Count, спетый с точки зрения белого рокера-расиста, который задается вопросом: «Разве они не знают, что рок только для белых? / Разве они не знают правил? / Эти ниггеры слишком хардкорны / Это некрутое дерьмо». В клипе на эту песню слово «ниггер» было заменено фразой «чёрные пацаны». Музыкальное видео заканчивается тем, что чёрный музыкант втыкает электрогитару в землю и поджигает её. Последний кадр клипа похож на горящий крест.
«Evil Dick» (с англ. — «Злобный хуй») посвящён мужскому промискуитету. В его тексте описывается женатый мужчина, который вынужден искать незнакомых женщин после того, как его «злобный хуй» говорит ему: «Не спи в одиночестве, не спи в одиночестве». «Momma's Gotta Die Tonight» (с англ. — «Мамочка сегодня умрёт») представляет из себя рассказ о чёрном подростке, который убивает и расчленяет свою мать-расистку после того, как она отрицательно реагирует на то, что он привёл домой белую девушку. В The Ice Opinion: Who Gives a Fuck? Ice-T писал, что текст песни метафоричен, объяснив, что «тот, кто до сих пор увековечивает расизм, должен умереть, не обязательно физически, но они должны умертвить эту часть своего мозга. Отныне считайте её мертвой. Вся ваша позиция мертва».
Ice-T назвал последний трек альбома «Cop Killer» (с англ. — «Убийца копов») песней протеста, заявив, что песня «[поётся] от первого лица персонажа, которому надоедает жестокость полиции». Песня была написана в 1990 году и несколько раз исполнялась вживую, в том числе на Lollapalooza, прежде чем была записана в студии. В альбомной версии упоминается тогдашний начальник полиции Лос-Анджелеса Дэрил Гейтс и темнокожий автомобилист Родни Кинг, избиение которого сотрудниками полиции Лос-Анджелеса было записано на камеру. В The Ice Opinion: Who Gives a Fuck? Ice-T написал, что песня «[является] предупреждением, а не угрозой для власти, которая говорит: „Эй, полиция: мы люди. Обращайтесь с нами соответственно“». В интервью журналу Rolling Stone Ice-T заявил «Мы только что отметили четвёртое июля, которое на самом деле является национальным днём „Посылания полиции нахуй“ […] Держу пари, что во время войны за независимость были песни похожие на мою».

## Выпуск альбома и критика
| Оценки критиков               | Оценки критиков |
| Источник                      | Оценка          |
| ----------------------------- | --------------- |
| AllMusic                      | [ 11 ]          |
| Chicago Tribune               | [ 24 ]          |
| Entertainment Weekly          | A-              |
| Kerrang!                      | [ 26 ]          |
| Rolling Stone                 | [ 27 ]          |
| The Rolling Stone Album Guide | [ 28 ]          |
| Spin Alternative Record Guide | [ 29 ]          |
| The Village Voice             | A-              |

Первоначальные копии альбома были отправлены в чёрных мешках для трупов — рекламный приём, вызвавший незначительную критику. Альбом дебютировал на 32-м месте в списке 50 лучших альбомов Billboard, достигнув 26-го места в Billboard 200. По данным Variety, к 29 января 1993 года было продано 480 000 копий альбома. Однако, согласно Американской ассоциации звукозаписывающей индустрии, 4 августа 1992 года Body Count был сертифицирован как золотой альбом, то есть альбом, продажи которого превысили 500 000 копий.
В положительном обзоре для The Village Voice музыкальный критик Роберт Кристгау сказал, что Ice-T «превозносит рэп как искусство над собственной жизнью» пред альбомами хеви-метала, который использует и пародирует «стиль белых привилегий». Он написал, что их музыка — это «чистый хард-рок, без значимой замысловатости и причудливых структур», но что он выделяется на фоне другого метала благодаря Ice-T, который «описывает расизм на языке, понятном металлистам — убивает нескольких полицейских и разрезает свою маму на мелкие кусочки, потому что она говорит ему ненавидеть белых людей. Эту запись можно воспринимать как очень забавный альбом». Грег Кот, писавший в Chicago Tribune, чувствовал, что тексты некоторых песен патологически ошибочны и отталкивают от себя, но подход группы к метал-стилю впечатляет, и «в разрушающем стереотипы "There Goes the Neighborhood" юмор, посыл и музыка блестяще сочетаются друг с другом». Дон Кэй из Kerrang! назвал Body Count «шумной, беспощадной музыкальной атакой».
В менее восторженном обзоре для Rolling Stone, Джей Ди Консидайн написал, что «посыл» здесь менее важен, чем «своего рода звуковая интенсивность, которую родители боятся даже больше, чем трёхбуквенных слов», в то время как Стивен Томас Эрлевайн из AllMusic назвал альбом «удивительно прохладным» отчасти потому, что «все наполовину спетые/наполовину выкрикнутые тексты Ice-T далеко не соответствуют стандартам, которые он установил для своих хип-хоп альбомов». В ежегодном опросе видных критиков Pazz & Jop, опубликованных The Village Voice, Body Count признали 31-м лучшим альбомом 1992 года. Кристгау, куратор опроса, поставил его на 22-е место в своём собственном списке, опубликованном в конце года.
В 2017 году журнал Rolling Stone поместил альбом на 90-е место в списке 100 величайших метал-альбомов всех времён. В марте 2023 года группа авторов того же издания включила ведущий сингл «There Goes the Neighborhood» данного альбома в список «100 величайших хеви-метал песен всех времён». В этом рейтинге он занял 85-ю позицию, заметку о треке составил Джей Ди Консидайн.

## Скандалы
Изначально альбом планировалось выпустить под названием Cop Killer, в честь одноименной песни, критикующей жестокость полиции. Во время создания альбома руководители Warner Bros. знали о возможных скандалах, которые может вызвать альбом и песня, но поддержали его. На собрании акционеров Time-Warner актёр Чарльтон Хестон зачитал изумлённой публике текст песни «KKK Bitch» и потребовал от компании принять меры. Sire в ответ изменили название альбома на Body Count, но не удалили саму песню. В статье для The Washington Post Типпер Гор осудил Ice-T за песни, наподобие «Cop Killer», написав, что «Культурная экономика была плохим предлогом для продолжения рабства на Юге. Финансовый успех Ice-T не может служить оправданием низости его послания […] антисемитизм Гитлера продавался в нацистской Германии. Это не помогло». Полицейская ассоциация Далласа и Объединённая ассоциация правоохранительных органов Техаса начали кампанию по принуждению Warner Bros. Records изъять альбом из продаж. CLEAT призвала к бойкоту всех продуктов Time-Warner, чтобы гарантировать изъятию песни и альбома из магазинов. В течение недели к ним присоединились полицейские организации по всей территории Соединённых Штатов. Ice-T утверждал, что песня была написана с точки зрения вымышленного персонажа и сказал репортерам, что «я никогда не убивал ни одного копа. Мне хотелось этого много раз. Но я никогда этого не делал. Если вы верите, что я убийца полицейских, вы верите, что Дэвид Боуи — астронавт», подразумевая песню Боуи «Space Oddity».
Национальная ассоциация чернокожих полицейских выступила против бойкота Time-Warner и нападок на «Cop Killer», назвав жестокость полиции причиной значительных антиполицейских настроений и предложила создать независимые гражданские наблюдательные комиссии «для проверки действия наших сотрудников правоохранительных органов» как способ положить конец провокациям, которые заставляют таких артистов, как Body Count «отреагировать на жестокость и жестокое обращение полиции с помощью своей музыки. […] Многие сотрудники правоохранительных органов не хотят, чтобы кто-либо внимательно изучал их действия, но хотят тщательно изучать действия других». Критики утверждали, что песня может вызвать рост насилия и преступлений. Другие защищали альбом на основании права группы на свободу слова и ссылались на тот факт, что Ice-T играл полицейского в фильме «Нью-Джек-Сити». Цитируя Ice-T: «Мне было не нужно, чтобы люди приходили и действительно поддерживали меня, ссылаясь на Первую поправку. Мне было нужно, чтобы люди пришли и сказали: „Ice-T имеет основания сделать этот альбом“. Я имею право сделать это, потому что копы убивают моих людей. Так что нахуй Первую поправку, давайте разберёмся с тем фактом, что я имею право создавать такие вещи».
В течение следующего месяца скандалы вокруг группы росли. Вице-президент США Дэн Куэйл назвал «Cop Killer» «непристойной», а президент Джордж Буш–старший публично осудил любую звукозаписывающую компанию, которая выпустила бы подобный продукт. Body Count был снят с полок розничного магазина в Гринсборо, Северная Каролина, после того, как местная полиция сообщила руководству, что они больше не будут отвечать на звонки службы экстренной помощи в магазине, если они продолжат продавать альбом. В июле 1992 года комиссар полиции Новой Зеландии безуспешно пытался помешать концерту Ice-T в Окленде, утверждая, что «любого, кто приезжает в эту страну проповедовать в непристойных выражениях об убийстве полицейских, здесь нельзя приветствовать», перед этим пытаясь передать Body Count и Warner Bros. Records в Трибунал по непристойным публикациям в попытке добиться запрета на них в соответствии с Законом Новой Зеландии о непристойных публикациях. Это был первый случай за 20 лет, когда музыкальная запись поступила на рассмотрение органа цензуры, и первый случай, связанный с популярной музыкой. После рассмотрения различных представленных материалов и внимательного прослушивания альбома Трибунал счел песню «Cop Killer» «не нравоучительной», посчитав, что альбом преследует «честные намерения», и не счёл Body Count чем-то неприличным. Споры обострились до такой степени, что руководителям Time-Warner стали угрожать смертью, а акционеры пригрозили выйти из компании. В итоге, Ice-T решил убрать «Cop Killer» из альбома по собственному желанию. Это решение было встречено критикой со стороны других артистов, которые высмеивали Ice-T за «уступку давлению внешнего мира». В интервью Ice-T заявил, что «я не хотел, чтобы о моей группе стереотипно думали, якобы это [«Cop Killer»] единственная причина, по которой пластинка была распродана. Это всё вышло из-под контроля, и я просто устал про это слышать. И я сказал: «В пизду всё это», я имею в виду, все говорят, что мы сделали это ради денег, а это совсем не так. Я выпустил запись, понимаете, давайте двигаться дальше, давайте вернёмся к реальным проблемам, не к записи, а к копам, которые убивают людей».
«Cop Killer» была заменена обновлённой версией «Freedom of Speech», песни из сольного альбома Ice-T 1989 года The Iceberg/Freedom of Speech... Just Watch What You Say!. Песня была отредактирована и пересведена, чтобы придать ей более рок-ориентированное звучание, с использованием зацикленного сэмпла из песни Джими Хендрикса «Foxy Lady». Warner Bros., наряду с переизданием альбома, выпустили «Cop Killer» в качестве сингла. Ice-T покинул Warner Bros. Records в следующем году из-за споров по поводу его сольного альбома Home Invasion, забрав с собой заодно и Body Count. Студийная версия «Cop Killer» не переиздавалась, хотя концертная версия песни появилась на альбоме Body Count 2005 года Live in L.A.. По словам Эрни Си, споры по поводу песни «всё ещё доходят до нас, даже сейчас. Я стараюсь забронировать клуб, и парень, с которым я разговариваю, упомянет об этом, и я подумаю: „Чувак, это было 17 лет назад“. Но я встречаю много групп, которые тоже спрашивают меня об этом, и меня за это очень уважают другие артисты. Но это всё неоднозначные вещи. Ice тоже понимает это, хотя сейчас он играет копа по телевизору в "Законе и порядке"».
В Австралии список треков на копиях проданной там новой версии альбома заканчивается на 16-м треке, опуская «Freedom of Speech» (или «Cop Killer» и его устное вступление «Out in the Parking Lot»). Вероятно, это связано с тем, что трек «Freedom of Speech» относится к защите речи Первой поправки к Конституции США, эквивалента которой Австралия не имеет в своей собственной Конституции, поэтому трек не так актуален для австралийской аудитории.

## Список композиций
Все тексты написаны Ice-T, за исключением 11 трека, автором текста которого является Эрни Си, вся музыка написана Эрни Си.
| №                   | Название                      | Перевод названия                                        | Длительность |
| ------------------- | ----------------------------- | ------------------------------------------------------- | ------------ |
| 1.                  | «Smoked Pork»                 | «Копчёная свинина»                                      | 0:46         |
| 2.                  | «Body Count's in the House»   | «Body Count отжигают»                                   | 3:24         |
| 3.                  | «Now Sports»                  | «Теперь новости спорта»                                 | 0:04         |
| 4.                  | «Body Count»                  | «Число убитых»                                          | 5:17         |
| 5.                  | «A Statistic»                 | «Статистика»                                            | 0:06         |
| 6.                  | «Bowels of the Devil»         | «Внутренности Дьявола»                                  | 3:43         |
| 7.                  | «The Real Problem»            | «Реальная проблема»                                     | 0:11         |
| 8.                  | «KKK Bitch»                   | «Ку-клукс-клановая сучка»                               | 2:52         |
| 9.                  | «C Note»                      | «Нота до» (Также может означать «Стодолларовая купюра») | 1:35         |
| 10.                 | «Voodoo»                      | «Вуду»                                                  | 5:00         |
| 11.                 | «The Winner Loses»            | «Победитель проигрывает»                                | 6:32         |
| 12.                 | «There Goes the Neighborhood» | «Понаехали»                                             | 5:50         |
| 13.                 | «Oprah»                       | «Опра»                                                  | 0:06         |
| 14.                 | «Evil Dick»                   | «Злобный хуй»                                           | 3:58         |
| 15.                 | «Body Count Anthem»           | «Гимн Body Count»                                       | 2:46         |
| 16.                 | «Momma's Gotta Die Tonight»   | «Мамочка сегодня умрёт»                                 | 6:10         |
| 17.                 | «Out in the Parking Lot»      | «Снаружи на парковке»                                   | 0:30         |
| 18.                 | «Cop Killer»                  | «Убийца копов»                                          | 4:09         |
| Общая длительность: | Общая длительность:           | Общая длительность:                                     | 52:59        |

| №                   | Название                  | Текст песни          | Музыка              | Длительность |
| ------------------- | ------------------------- | -------------------- | ------------------- | ------------ |
| 17.                 | «Ice-T/Freedom of Speech» | Ice-T, Джелло Биафра | Джими Хендрикс      | 4:41         |
| Общая длительность: | Общая длительность:       | Общая длительность:  | Общая длительность: | 53:03        |

## Участники записи
- Ice-T — ведущий вокал
- Эрни Си — соло-гитара, акустическая гитара
- D-Roc the Executioner — ритм-гитара
- Beatmaster V — ударные
- Музмэн — бас-гитара
- Шон И Шон — семплы, бэк-вокал
- Шон Э. Мак — хайпмен[англ.], бэк-вокал

### Приглашённые музыканты
- Джелло Биафра — речь на треке «Freedom of Speech»